# 穂積忍麻呂
穂積 忍麻呂（ほづみ の おしまろ）は、奈良時代の豪族・神職。姓は朝臣。外正八位上・穂積濃美麻呂の次男。位階は外従七位上。

## 経歴
父・濃美麻呂の代に紀伊国熊野に下向して熊野速玉大社の神職となり、忍麻呂が初めて熊野速玉大社の禰宜に任じられた。以降、忍麻呂の子孫である紀州熊野系の穂積氏が熊野速玉大社の禰宜を世襲した。